# Cedric Alexander
Cederick Alexander Johnson (ur. 16 sierpnia 1989 w Charlotte) – amerykański profesjonalny wrestler. Najbardziej znany jest ze swojego pobytu w WWE w latach 2016-2025 pod pseudonimem ringowym Cedric Alexander. Występowywał także w Ring of Honor (ROH) od 2010 do 2016.

## Kariera profesjonalnego wrestlera

### Ring of Honor

#### C&C Wrestle Factory (2011–2013)

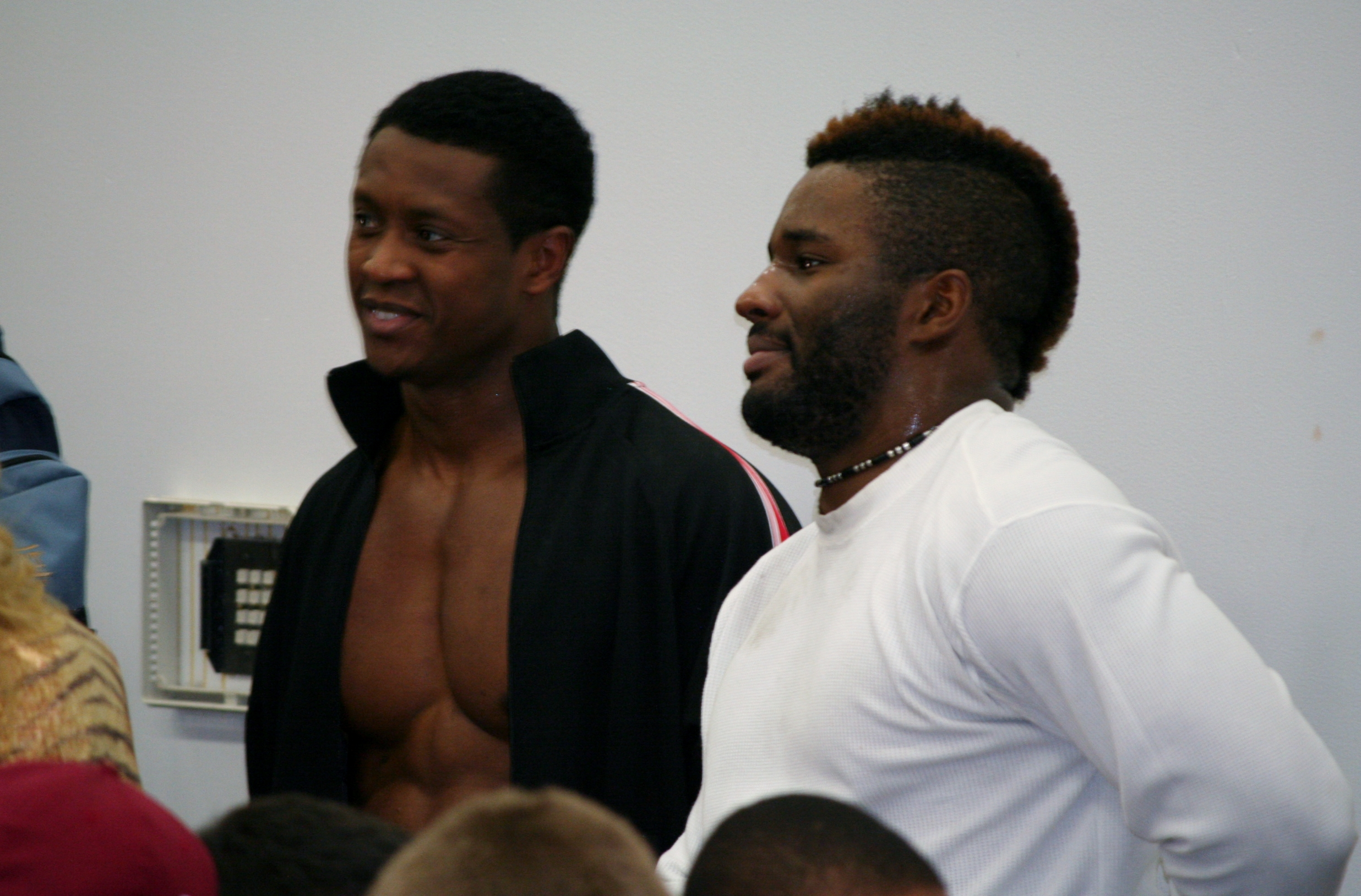
Alexander (po prawej) z Capricem Colemanem jako C&C Wrestle Factory w 2011.

Przez większość 2010 Alexander występował w Dark matchach dla federacji Ring of Honor (ROH). W 2011 rozpoczął współpracę z Capricem Colemanem i zaczęli występować jako C&C Wrestle Factory. 23 grudnia podczas gali Final Battle zawalczyli w tag team gauntlet matchu o miano pretendentów do ROH World Tag Team Championship, lecz zostali wyeliminowani przez The Bravado Brothers (Harlema i Lancelota). 30 marca podczas gali SHowdown in the Sun Chapter 1 zostali pokonani przez Wrestling's Greatest Tag Team (Charliego Haasa i Sheltona Benjamina). Dzień później Alexander został pokonany przez Tommaso Ciampę. 15 września podczas gali Death Before Dishonor X: State of Emergency duo zostało pokonane przez S.C.U.M. (Jimmy’ego Jacobsa i Steve’a Corino). Miesiąc później podczas gali Glory By Honor XI: The Unbreakable Hope ponownie zostali pokonani przez The Bravado Brothers. 16 grudnia podczas gali Final Battle 2012: Doomsday przegrali walkę ze S.C.U.M. i The Briscoe Brothers o ROH World Tag Team Championship. 3 marca podczas gali ROH 11th Anniversary Show, Alexander i Coleman przegrali ze S.C.U.M. 5 kwietnia podczas gali Supercard of Honor VII, C&C Wrestle Factory, B.J. Whitmer, Mark Briscoe i Mike Mondo przegrali ze S.C.U.M. w 10-man tag team matchu. Pierwsze zwycięstwo odnieśli 4 maja podczas gali Border Wars 2013 pokonując ACH i TaDariusa Thomasa. 18 maja na gali Relentless wspólnie z Jayem Lethalem pokonali Matta Tavena i reDRagon (Bobby’ego Fisha i Kyle’a O’Reilly’ego). 8 lipca podczas gali Live And Let Die, Alexander przegrał w starciu z Daveyem Richardsem. 22 czerwca podczas gali Best in the World przegrali z reDRagon o ROH World Tag Team Championship. 3 sierpnia na gali All Star Extravaganza V obaj zostali pokonani przez Adrenaline Rush (ACH i TaDariusa Thomasa).

#### Singlowa kariera (2014–2016)
25 stycznia 2014 podczas gali Wrestling's Finest, Alexander pokonał Andrew Everetta. Dwa tygodnie później na gali State Of The Art został pokonany przez Jimmy’ego Jacobsa. 21 lutego podczas gali ROH 12th Anniversay Show we współpracy z Markiem Briscoe i Adamem Pagem przegrał z The Decade (Roderickiem Strongiem, B.J. Whitmerem i Jacobsem). Podczas gal Raising The Bar z początku marca poniósł dwie porażki – wraz z Pagem przegrał w drużynowym starciu z The Decade, a także drugiego dnia gali z Kevinem Steenem. 10 maja podczas gali Global Wars pokonał Rodericka Stronga, lecz po walce został zaatakowany przez niego i The Decade. W ramach zemsty pojawił się podczas gali War of the Worlds, gdzie zaatakował członków grupy The Decade od tyłu. Doprowadziło to do Submission matchu pomiędzy tą dwójką, gdzie Alexander pokonał Stronga. 9 sierpnia podczas Summer Heat Tour zmierzył się i przegrał z Michaelem Elginem o ROH World Championship. 6 września podczas gali All Star Extravaganza VI miał się zmierzyć z Silasem Youngiem, lecz kiedy Young złamał nogę i ACH nie mógł pojawić się na gali wezwał do walki Jaya Lethala o jego ROH World Television Championship; z walki zwycięsko wyszedł Lethal. 7 listopada podczas pierwszego dnia turnieju Survival of the Fittest został pokonany przez Adama Page’a w walce kwalifikacyjnej, zaś dnia następnego przegrał z Jayem Lethalem. 22 listopada podczas gali Tag Wars przegrał z Tommaso Ciampą w No Disqualification Grudge matchu. 7 grudnia podczas gali Final Battle wraz z The Addiction (Christopherem Danielsem i Frankiem Kazarianem) przegrał z The Young Bucks i ACH.
16 maja 2015 podczas gali Global Wars '15 zakończył nieprzerwane pasmo zwycięstw Moose'a atakując go kluczem francuskim. 19 czerwca podczas gali Best in the World 2015 powrócił do współpracy z Capricem Colemanem, lecz została ona przerwana kiedy to Coleman nie zezwolił Alexandrowi na ponownie użycie klucza w celu nieczystej wygranej z War Machine (Hansonem i Raymondem Rowem). Tej samej nocy stał się antagonistą poprzez atak na Moose'u i sprzymierzeniu się z byłą menedżerką Moose'a, Vedą Scott. 14 maja 2016 ROH ogłosiło zwolnienie Alexandra z federacji.

### WWE

#### Dywizja cruiserweight (2016-2018)
13 czerwca 2016 Alexander został ogłoszony jednym z członków nadchodzącego turnieju Cruiserweight Classic. Dziesięć dni później rozpoczął występ w turnieju wygrywając w pierwszej rundzie z Clementem Petiotem. 14 lipca został wyeliminowany z turnieju poprzez przegraną z Kotą Ibushim; po ich walce publiczność skandowała, aby federacja podpisała z nim kontrakt.
29 sierpnia podczas odcinka tygodniówki Raw został ogłoszony członkiem przywróconej dywizji cruiserweight. Zadebiutował 19 września na tygodniówce Raw występując w czteroosobowej walce z Brianem Kendrickiem, Richem Swannem i Gran Metalikiem o miano pretendenta do WWE Cruiserweight Championship będącego w posiadaniu TJ Perkinsa; pojedynek wygrał Kendrick. 21 września wyjątkowo wystąpił w rozwojowym brandzie NXT pokonując Andrade „Cien” Almasa. 26 września wraz ze Swannem pokonali Lince Dorado i Drewa Gulaka. 29 listopada wystąpił podczas pierwszego odcinka tygodniówki opartych na zawodnikach cruiserweight pt. 205 Live. Tydzień później rozpoczął scenariusz związany z romansem z Alicią Fox, o którą również się ubiegał Noam Dar, z którym przegrał tego samego dnia. 19 grudnia podczas odcinka Raw zerwał z Fox, która spowodowała nieumyślną porażkę jego walki z listopada. W lutym odniósł kontuzję kolana, co wymagało przerwy od występów na trzy do pięciu miesięcy. Powrócił 23 maja podczas edycji 205 Live. 11 lipca zakończył rywalizację z Darem pokonując go w „I Quit” matchu.
11 grudnia na WWE Raw, Alexander wygrał Fatal 4-way Match, zapewniając sobie walkę z Drew Gulakiem o miano pretendenta do Cruiserweight Championship. Alexander pokonał Gulaka 18 grudnia i zmierzył się z Enzo Amore’em o tytuł 9 stycznia 2018 roku, który Amore przegrał przez wyliczenie, zachowując pas. Alexander miał stawić czoła Amore na Royal Rumble o mistrzostwo 205 Live, ale mecz został odwołany, a tytuł został zwakowany, gdy Amore został zwolniony z WWE. Zorganizowano turniej aby wyłonić nowego mistrza, w którym Alexander pokonał Gran Metalicka w pierwszej rundzie, T.J. Perkinsa w ćwierćfinale i Rodericka Stronga w półfinale, aby awansować do finału. Podczas Kick Offu WrestleManii 34 Alexander pokonał Mustafę Alego, aby wygrać Cruiserweight Championship. Na następnym odcinku 205 Live, Alexander został zaatakowany przez Buddy’ego Murphy’ego podczas jego występu. 27 kwietnia Alexander po raz pierwszy obronił tytuł przeciwko Kalisto na Greastest Royal Rumble. 29 maja na tygodniówce 205 Live pokonał Buddy Murphy’ego, zachowując Cruiserweight Championship. Na SummerSlam 2018 Alexander skutecznie obronił swój tytuł przeciwko Drew Gulakowi. W odcinku 205 Live na 19 września Alexander pokonał Gulaka w rewanżu za SummerSlam, aby zachować mistrzostwo Cruiserweight.

## Inne media
Postać Alexandra po raz pierwszy przedstawiono w grze WWE 2K18

## Mistrzostwa i osiągnięcia
- America’s Most Liked Wrestling
  - AML Prestige Championship (1 raz)
  - AML Prestige Championship Tournament (2016)
- CWF Mid-Atlantic
  - CWF Mid-Atlantic Television Championship (1 raz)[22]
  - PWI Ultra J Championship (1 raz)[23]
- Exodus Wrestling Alliance
  - EWA Junior Heavyweight Championship (1 raz)
- Premiere Wrestling Federation
  - PWF WORLD-1 Heavyweight Championship	(1 raz)[24]
- Premiere Wrestling Xperience
  - PWX Heavyweight Championship (1 raz)[25]
  - PWX Innovative Television Championship (1 raz)[26]
- Pro Wrestling EVO
  - EVO Heavyweight Championship (1 raz)[27]
- Pro Wrestling Illustrated
  - PWI umieściło go w top 500 wrestlerów rankingu PWI 500: 164. miejsce w 2012; 129. miejsce w 2013; 178. miejsce w 2014; 85. miejsce w 2015; 116. miejsce w 2016; 206. miejsce w 2017[28]
- WrestleForce
  - WrestleForce Championship (2 razy)[29]
- WWE
  - Crusierwegiht Chapionship (1 raz)
  - Crusierweight Chapionship Tournament (2018)